# 島根県道215号木次停車場線
島根県道215号木次停車場線（しまねけんどう215ごう きすきていしゃじょうせん）は、島根県雲南市を通る一般県道である。

## 概要
JR西日本木次線 木次駅から島根県道45号安来木次線交点に至る。

### 路線データ
- 起点：島根県雲南市木次町里方（JR西日本木次線 木次駅前）
- 終点：島根県雲南市木次町里方（島根県道45号安来木次線交点）

## 地理

### 通過する自治体
- 島根県
  - 雲南市

### 交差する道路
| 交差する道路                                        | 交差する場所 | 交差する場所 |
| --------------------------------------------------- | ------------ | ------------ |
| 島根県道45号安来木次線 島根県道156号木次横田線 重複 | 木次町里方   | 終点         |

### 周辺
- JR西日本木次線 木次駅
- 斐伊川